# Augusto Paolo Lojudice
Augusto Paolo Lojudice (Roma, 1 de juliol de 1964) és un cardenal catòlic italià, arquebisbe metropolità de Siena-Colle di Val d'Elsa-Montalcino des del 6 de maig de 2019.

## Biografia
Augusto Paolo Lojudice va néixer l'1 de juliol de 1964 a Roma. Va créixer al barri romà de Torre Maura, on de jove va madurar la seva vocació en contacte amb les realitats juvenils i eclesials de la zona com la parròquia de Nostra Signora del Suffragio (avui parròquia de Nostra Signora del Suffragio e Sant'Agostino di Canterbury), on també treballaven les homònimes germanes Minime de Nostra Senyora del Sufragi.

### Formació i ministeri sacerdotal
Després del diploma de batxillerat clàssic, assolit l'any 1983 al Liceo San Benedetto da Norcia (més tard Liceo Ginnasio Immanuel Kant), va completar els seus estudis de preparació per al sacerdoci al Pontifici Seminari Major Romà i a la Pontifícia Universitat Gregoriana, obtenint la llicència en Teologia Fonamental.
El 29 d'octubre de 1988 va ser ordenat diaca, a la basílica de Sant Joan del Laterà, per la imposició de les mans del cardenal Ugo Poletti, vicari general de Sa Santedat per a la diòcesi de Roma i arxipreste de la mateixa basílica, que el 6 de maig de 1989 també li va conferir l'ordenació sacerdotal; va ser incardinat als vint-i-quatre anys com a prevere de la mateixa diòcesi.
Esdevingué doncs vicari parroquial de la parròquia de Santa Maria del Buon Consiglio fins al 1992, quan fou nomenat vicari parroquial de la parròquia de San Vigilio. L'any 1997 va ser nomenat rector de la parròquia de Santa Maria Madre del Redentore de Tor Bella Monaca, on va romandre fins al 2005 per ser director espiritual del Pontifici Seminari Major Romà. L'any 2014 va ser nomenat rector de la parròquia de San Luca Evangelista al Prenestino-Labicano.

### Ministeri Episcopal i Cardenalat

#### Bisbe auxiliar de Roma

Escut com a bisbe auxiliar de Roma

El 6 de març de 2015 el papa Francesc el va nomenar, als cinquanta anys, bisbe auxiliar de Roma, al mateix temps que li assignava la seu titular d'Alba Marittima. Va rebre la consagració episcopal el 23 de maig següent, a la basílica de Sant Joan del Laterà, per la imposició de les mans del cardenal Agostino Vallini, vicari general de Sa Santedat per la diòcesi de Roma i arxipreste de la mateixa basílica, assistit pels co-consagrants monsenyor Romano Rossi, bisbe de Civita Castellana, i Paolino Schiavon, bisbe titular de Trevi i auxiliar de Roma. Va estar al capdavant del sector sud de la diòcesi i, per tant, també va ocupar el càrrec de vicari general de la suburbicària d'Òstia. Com a lema episcopal, el nou bisbe Lojudice va triar Mihi fecistis (Mt 25,40), que traduït significa "M'ho has fet".
És membre de la Comissió Episcopal per a les Migracions de la Conferència Episcopal Italiana.

#### Arquebisbe de Siena-Colle di Val d'Elsa-Montalcino

Escut de l'arquebisbe de Siena-Colle di Val d'Elsa-Montalcino

El 6 de maig de 2019, el papa Francesc el va nomenar, cinquanta-quatre, arquebisbe metropolità de Siena-Colle di Val d'Elsa-Montalcino; va succeir a monsenyor Antonio Buoncristiani, que va dimitir després d'haver arribat al límit d'edat. El 16 de juny següent va prendre possessió de la catedral de Siena.
El 29 de juny següent, dia de la solemnitat dels sants Pere i Pau, va anar a la basílica de Sant Pere del Vaticà, on el Pontífex li va lliurar el pal·li, símbol de comunió entre la Santa Seu i el Metropolità, que era imposada el 13 d'octubre del mateix any a la catedral metropolitana de Siena per monsenyor Emil Paul Tscherrig, arquebisbe titular de Vols i nunci apostòlic a Itàlia.
El 25 d'octubre de 2020, durant l'Àngelus, el papa Francesc va anunciar la seva creació com a cardenal en el consistori del 28 de novembre de següent; de cinquanta-sis anys, és el novè arquebisbe de Siena a rebre la porpra en la història de l'Església, gairebé 200 anys després de la mort de l'últim cardenal Antonio Felice Zondadari.
El 16 de desembre següent va ser nomenat membre de la Congregació per als Bisbes.
El 2 de juny de 2021 va prendre possessió del títol cardenalici de Santa Maria del Buon Consiglio, títol que insisteix en l'església de la parròquia on havia estat vicari parroquial.